# Intelligence économique territoriale
Pour les articles homonymes, voir IET.
L'intelligence économique territoriale (IET) est l'application de l'intelligence économique à un territoire ou une région. Par abus de langage, il arrive qu'on la qualifie simplement d'intelligence territoriale, dont elle n'est qu'une de ses multiples facettes.
L'objectif de l'intelligence économique territoriale est de développer l'activité économique d'un bassin d'emploi, autour de certaines activités considérées comme stratégiques pour ce territoire, et de favoriser le développement des emplois sur ce territoire.
L'intelligence économique territoriale (IET) permet d'organiser des pôles de compétence, ou pôles de compétitivité (sur le modèle des "clusters" anglais), associant des entreprises, des centres de recherche et développement, des universités et des grandes écoles, et des réseaux de petites et moyennes entreprises, fédérés par les chambres de commerce et d'industrie.
L'une des tâches consiste à développer des méthodes de partage d'information. Il s'agit de favoriser par exemple l'accès à des salons professionnels pour les entreprises d'une même région.
Les travaux de recherches de Bertaccini (2000) et Bouchet (2006) font apparaitre que, l'intelligence économique est un dispositif de gestion (Bouchet 2006) et donc relève du besoin des acteurs à acquérir un système pour les aider au pilotage stratégique du territoire, et l’intelligence territoriale (Bertaccini, 2000) est une organisation sociale particulière du territoire (une proximité organisée, c’est-à-dire qui résulte d’un lien social qui s’exprime par le réseau qui matérialise les interactions)